# Spathius leptoceras
Spathius leptoceras är en stekelart som beskrevs av Cameron 1908. Spathius leptoceras ingår i släktet Spathius och familjen bracksteklar. Inga underarter finns listade i Catalogue of Life.